# Automobil Förlaget
Automobil förlaget AB var ett svenskt tidskriftsförlag, med placering i Stockholm, som gav ut bl.a. motortidningar. Det upphörde i januari 2004 i samband med att OK Förlaget köpte förlagets motorsajter och dess båda tidningstitlar Automobil och Formel 1 Guiden, den sistnämnda ett samarbete med TV4.